# Adição sin e anti
Em química orgânica, uma adição sin consiste na adição de dois substituintes sobre o mesmo lado (ou face) de uma ligação dupla ou tripla. Uma adição anti consiste na adição de dois substituintes sobre lados opostos (ou faces) de uma ligação dupla ou tripla. Qualquer dos dois processos implica uma diminuição na ordem de ligação e um incremento no número de substituintes. Em geral o substrato é um alqueno ou um alquino.
Uma adição anti e uma adição sin são, do ponto de vista estereoquímico, o oposto.
Uma eliminação sin é o processo inverso (ou reação inversa) a uma adição sin.
Uma eliminação anti é o processo inverso a uma adição anti.